# Ichneumon dipsacanae
Ichneumon dipsacanae là một loài tò vò trong họ Ichneumonidae.